# Alex Plat
Alex Plat (Volendam, 4 februari 1998) is een Nederlands voetballer die als middenvelder voor FC Volendam speelt.

## Clubcarrière

### FC Volendam
Plat begon met voetballen bij RKAV Volendam, waarna hij de overstap maakte naar de jeugdopleiding van FC Volendam. Hij tekende op 30 maart 2015 zijn eerste contract, dat liep tot medio 2017 met een optie voor een extra seizoen. Aan het einde van het seizoen 2016/17 werd de optie in zijn contract gelicht.
Op 20 oktober 2017 maakte hij zijn debuut in de Eerste divisie in de thuiswedstrijd tegen N.E.C. (0-2). Hij kwam na 70 minuten binnen de lijnen als vervanger van Luís Pedro. Plat wist in eerste instantie geen basisplaats te veroveren op het middenveld en fungeerde voornamelijk als invaller. Hij speelde zijn wedstrijden bij Jong FC Volendam, waarmee hij in 2019 kampioen werd in de Derde divisie Zondag.
In oktober 2019 tekende Plat een nieuw contract bij Volendam, dat hem tot medio 2022 aan de club bond. Dat seizoen speelde hij voornamelijk als basisspeler en kwam hij 23 keer in actie voordat het seizoen werd stopgezet vanwege de COVID-19-pandemie. Het volgende seizoen (2020/21) was hij na Boy Deul de speler met de meeste minuten. Op 9 januari 2022 speelde Plat zijn honderdste officiële wedstrijd voor de club. In het seizoen 2021/22 beleefde de voetballer zijn sportieve hoogtepunt toen hij met FC Volendam naar de Eredivisie promoveerde.

### NAC Breda
Plat trad op 1 juli 2022 in dienst bij NAC Breda omdat zijn contract bij Volendam was afgelopen. Hij tekende een contract voor twee jaar met een optie voor nog een jaar. De middenvelder begon het seizoen als basisspeler en aanvoerder, maar na het vertrek van Robert Molenaar rond de winterstop was zijn rol uitgespeeld. De nieuwe trainer Peter Hyballa kreeg de beschikking over zeven nieuwe spelers, waarna Plat op een zijspoor belandde.

### Telstar
Plat maakte voor het seizoen 2023/24 transfervrij de overstap naar Telstar omdat NAC zijn contract had ontbonden. Op 12 april 2024 maakte Alex Plat, na 161 wedstrijden, zijn eerste doelpunt in het betaalde voetbal.

### Terugkeer bij FC Volendam
In juni 2024 bracht FC Volendam het nieuws naar buiten dat Plat terugkeerde bij de club. De middenvelder tekende een contract tot medio 2027. Op 14 april 2025 speelde FC Volendam uit tegen Jong AZ. Bij winst verzekerde FC Volendam zich van promotie naar de Eredivisie. In het AFAS Stadion werd er met 0–1 gewonnen tegen het beloften team van AZ. Alex Plat maakte het enige doelpunt en was hierdoor de matchwinner.

## Carrièrestatistieken
| Seizoen         | Club            |                    | Competitie      | Competitie | Competitie | Beker | Beker | Totaal | Totaal |
| Seizoen         | Club            | Wed.               | Competitie      | Dlp.       | Wed.       | Dlp.  | Wed.  | Dlp.   |        |
| --------------- | --------------- | ------------------ | --------------- | ---------- | ---------- | ----- | ----- | ------ | ------ |
| 2017/18         | FC Volendam     | Vlag van Nederland | Eerste divisie  | 13         | 0          | 0     | 0     | 13     | 0      |
| 2018/19         | FC Volendam     | Vlag van Nederland | Eerste divisie  | 7          | 0          | 0     | 0     | 7      | 0      |
| 2019/20         | FC Volendam     | Vlag van Nederland | Eerste divisie  | 23         | 0          | 0     | 0     | 23     | 0      |
| 2020/21         | FC Volendam     | Vlag van Nederland | Eerste divisie  | 36         | 0          | 1     | 0     | 37     | 0      |
| 2021/22         | FC Volendam     | Vlag van Nederland | Eerste divisie  | 27         | 0          | 1     | 0     | 28     | 0      |
| 2022/23         | NAC Breda       | Vlag van Nederland | Eerste divisie  | 21         | 0          | 1     | 0     | 22     | 0      |
| 2023/24         | Telstar         | Vlag van Nederland | Eerste divisie  | 34         | 1          | 1     | 0     | 35     | 1      |
| 2024/25         | FC Volendam     | Vlag van Nederland | Eerste divisie  | 35         | 6          | 2     | 0     | 37     | 6      |
| Carrière totaal | Carrière totaal | Carrière totaal    | Carrière totaal | 197        | 7          | 6     | 0     | 203    | 7      |

 Bijgewerkt t/m 1 juli 2025

## Erelijst
| Competitie           |                  |                  |                  |                  |
| Competitie           | Aantal           | Jaar             |                  |                  |
| Jong FC Volendam     | Jong FC Volendam | Jong FC Volendam | Jong FC Volendam | Jong FC Volendam |
| -------------------- | ---------------- | ---------------- | ---------------- | ---------------- |
| Derde divisie Zondag | 1                | 2018/19          |                  |                  |
| FC Volendam          |                  |                  |                  |                  |
| Eerste divisie       | 1                | 2024/25          |                  |                  |